# Flora (mitologia)

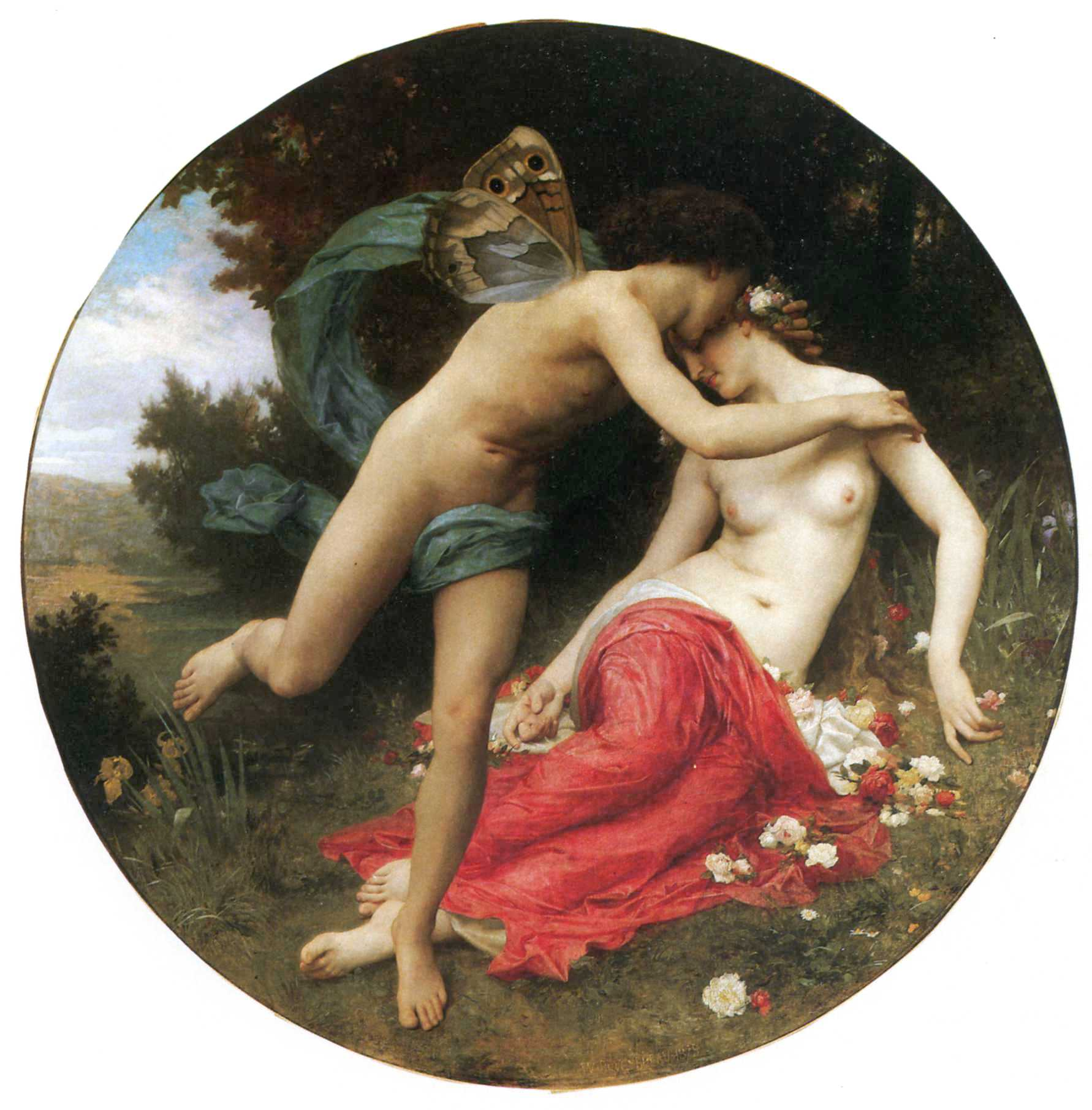
Flora i Zèfir, de William Adolphe Bouguereau.

Flora era la potència vegetativa que feia florir els arbres, i d'aquí passà a presidir tot allò que floria. Es representa com una jove coronada de flors i que sosté poms de flors a les mans. El seu equivalent a la mitologia grega era Cloris.
La llegenda diu que va ser introduïda a Roma juntament amb altres divinitats sabines per Titus Taci. Era honorada arreu d'Itàlia, tant per pobles llatins com no llatins; els sabins fins i tot li varen consagrar un mes, el corresponent a l'abril romà.
A Roma tenia un sacerdot particular, un dels dotze flamines menors que es consideraven instituïts per Numa Pompili. En el seu honor se celebraven les Floràlia, jocs en què hi participaven les cortesanes.
Ovidi la fa protagonista d'una llegenda tal vegada invenció seva: un dia de primavera Zèfir (déu dels vents) la va veure passejant pels camps, se n'enamorà i la va raptar, tot i que després va celebrar convenientment el matrimoni. En recompensa, i per l'amor que sentia, li va concedir el do de regnar sobre les flors (tant les de jardins com les dels camps de cultiu). Ella va donar als homes la mel i innumerables llavors de flors. Segurament Ovidi es va basar en el rapte d'Oritia per Bòreas.
Un altre aspecte llegendari també relatat per Ovidi la lliga al naixement de Mart: Juno, que estava molesta pel naixement de Minerva, sorgida directament del cap de Júpiter, va voler concebre un fill sense haver de copular amb una entitat masculina. Va demanar ajuda a Flora qui li va donar una flor que amb un simple contacte era capaç de fecundar una dona. Així Juno va poder donar a llum el déu que dona nom al primer mes de la primavera.
En l'àmbit artístic hi ha representacions d'aquesta deessa a la Flora Farnese del Museu de Nàpols i en el relleu de Carpeaux, El Triomf de Flora, al Petit Palais de París.